# تينو ويبر
تينو ويبر (بالألمانية: Tino Weber)‏ هو سباح ألماني، ولد في 12 فبراير 1970 في مرسيبورغ في ألمانيا.

## وصلات خارجية
- تينو ويبر على موقع الاتحاد الدولي للسباحة (الإنجليزية)
- تينو ويبر على موقع اللجنة الأولمبية الدولية (الإنجليزية)
- تينو ويبر على موقع أوليمبيديا (الإنجليزية)